# Bréal-sous-Montfort
Bréal-sous-Montfort (Beréau en galó) es una localidad y comuna francesa en la región administrativa de Bretaña, en el departamento de Ille y Vilaine y distrito de Rennes.

## Geografía
La localidad está situada a 16 kilómetros de Rennes sobre el eje Rennes-Lorient.

## Historia
En 1860, el nombre del municipio cambia de Bréal al actual Bréal-sous-Montfort.

## Demografía
| 2 135 | 2 117 | 2 152 | 2 256 | 2 133 | 2 198 | 2 158 | 2 271 | 2 239 | 2 258 | 2 186 | 2 170 | 2 185 | 2 252 | 2 228 | 2 272 | 2 186 | 2 128 | 2 126 | 2 117 | 1 757 | 1 821 | 1 812 | 1 793 | 1 744 | 1 731 | 1 616 | 1 771 | 2 518 | 3 117 | 3 399 | 3 825 | 4 841 |
| Para los censos de 1962 a 1999 la población legal corresponde a la población sin duplicidades (Fuente: INSEE [Consultar]) |       |       |       |       |       |       |       |       |       |       |       |       |       |       |       |       |       |       |       |       |       |       |       |       |       |       |       |       |       |       |       |       |

## Lugares y monumentos
- Molino de la Roche, en la carretera de Goven.
- Castillo de Molant, siglo XVIII.
- Bosque de Broceliande
- Jardines de brocéliande
- Iglesia de Bréal